# Sertãozinho Futsal Clube
O Sertãozinho Futsal Clube, conhecido popularmente como Sertãozinho, é um clube de futsal da cidade de Sertãozinho, do estado de São Paulo. Fundado em 1999, comanda seus jogos no Ginásio Pedro Ferreira dos Reis, mais conhecido como Docão.

## História
A história do clube começa em 1999, quando, no comando de Luiz Alberto Moraes, disputava o Campeonato Paulista do Interior e o Campeonato Paulista - Série Ouro. Conquistou títulos como os da Taça EPTV, Jogos Regionais, Troféu Piratininga, Campeonato Paulista - Série Prata, dentre outros.
Em 2011, a equipe mudou drasticamente. Foi formada uma nova diretoria que profissionalizou a equipe no futsal. Com essa nova equipe, foi campeã do Campeonato Paulista - Série Prata em 2011 e participou da Liga Paulista de Futsal de 2012 e 2013. Em 2014, chegou a ser anunciado o encerramento das atividades do clube por falta de recursos financeiros, alegando que o que a equipe recebia dos patrocinadores não cobria nem metade das necessidades da equipe. Poucas semanas depois o clube voltou atrás na decisão e anunciou a ratificação de seu encerramento, dizendo que não disputaria campeonatos em 2014 e que "durante o ano de 2014 estará em busca de novos parceiros e patrocinadores para que possam reativar o time e voltar com as atividades no ano de 2015". 

## Títulos
Títulos da equipe:
- Taça EPTV de Futsal: 1999.
- Jogos Regionais: 2000, 2001, 2002, 2005, 2011, 2012 e 2013.
- Troféu Piratininga: 2002.
- Copa Estado de São Paulo: 2003 e 2004.
- Campeonato Paulista - Série Prata: 2003 e 2011.
- Jogos Abertos do Interior: 2011.
- Taça TV TEM: 2012.
- Jogos Abertos: 2013.

### Campanhas de Destaque
- Vice-campeão do Troféu Piratininga: 2001.
- Vice-campeão do Campeonato Paulista do Interior: 2002 e 2011.
- Vice-campeão da Taça EPTV de Futsal: 2005.
- Vice-campeão da Copa Estado de São Paulo: 2006.
- Vice-campeão do Campeonato Paulista - Série Ouro: 2008.
- Vice-campeão da Copa Record - Série Ouro: 2011.
- Vice-campeão da Copa dos Campeões (Tabatinga): 2011.
- Terceiro lugar na Taça EPTV de Futsal: 2012 e 2013.
- Quinto lugar na Copa Federação: 2013.

## Temporada 2013

### Elenco de 2013
Última formação de elenco da equipe: